# 2 Andromedae
2 Andromedae (2 And), som är stjärnans Flamsteedbeteckning, är en dubbelstjärna belägen i den nordvästra delen av stjärnbilden Andromeda. Stjärnans binära natur upptäcktes 1889 av den amerikanske astronomen Sherburne Wesley Burnham vid Lick Observatory. Den har en kombinerad skenbar magnitud på 5,09 och är svagt synlig för blotta ögat där ljusföroreningar ej förekommer. Baserat på parallaxmätning inom Hipparcosuppdraget på ca 7,7 mas, beräknas den befinna sig på ett avstånd på ca 420 ljusår (ca 129 parsek) från solen.

## Egenskaper
Primärstjärnan 2 Andromedae A är en blå till vit stjärna i huvudserien av spektralklass A1 V. Den har en massa som är ca 2,7 gånger solens massa, en radie som är ca 5,3 gånger större än solens och utsänder ca 130 gånger mera energi än solen från dess fotosfär vid en effektiv temperatur på ca 8 950 K. Även om 2 Andromedae inte visar något betydande överskott av infraröd strålning, är den en skalstjärna som visar olika absorptionsfunktioner på grund av softkorn i dess omgivning. Detta kan betyda att den har en omkretsande skiva av gas liggande parallellt med siktlinjen från jorden.
Följeslagaren av magnitud 7,43, 2 Andromedae B, är en misstänkt variabel stjärna och kan vara en Delta Scuti-variabel. Alternativt kan den vara en ellipsoidal variabel med en brun dvärg som följeslagare.  Den är en stjärna i huvudserien av spektralklass F1V / F4. Paret kretsar runt varandra med en period av 74 år och med en hög excentricitet på 0,8.